# Amilcar C4
L'Amilcar C4 est une voiturette conçue  pour un usage familial entre 1922 et 1929 par le constructeur automobile français Amilcar. La C4 est l'un des trois modèles présentés par Amilcar au Salon de l'Automobile de 1922 ; elle se démarque significativement des deux autres types CC et CS par son châssis. En effet, celui-ci s'est vu prolongé et rigidifié en vue d'accueillir une à deux places supplémentaires. La marque ayant pour coutume de proposer à la livraison ses modèles sous forme de châssis-moteur, on trouve cependant au catalogue différentes carrosseries : torpédos, torpédos sport à diverses pointes, conduites intérieures et même une utilitaire appelée « voiture de petite livraison ».
La variété de styles disponibles convient à une large clientèle qui, combinée au tarif accessible de ce modèle et à son coût d'entretien économique, ont contribué à une popularité exceptionnelle au cours de ses huit ans de production.

## Description
Le châssis de la C4 est donc une version allongée (de 14 cm) du modèle CC original. Les diverses carrosseries de ce véhicule ont été fabriquées par des sous-traitants et livrées à Amilcar pour l'assemblage final.
Le moteur employé est le même que celui du CS : un bloc quatre cylindres latéral de 1 003 cm3, usiné à 58 mm d'alésage pour 95 mm de course, avec un allumage par magnéto et carburateur Solex, développant 17 ch à 2800 tr/min. Cette puissance est transmise au travers d'une boîte trois vitesses puis d'un arbre jusqu'à un pont de type Banjo, cependant sans différentiel jusqu'en 1925. La suspension est constituée de lames de ressorts semi-elliptiques à l'avant et à l'arrière ainsi que d'amortisseurs à friction. Les freins sont à tambours, de 220 mm de diamètre, uniquement sur les roues arrière.
Le tableau de bord dispose de l'essentiel des accessoires de l'époque : un ampèremètre, un compteur de vitesse et son odomètre, le commodo d'éclairage, une lampe d'éclairage pour le tableau de bord. Quant à la montre, elle est en supplément. La trompe en caoutchouc est remplacée par un avertisseur électrique fin 1926. Équipée en 6 volts, l'installation électrique passe en 12 volts début 1928.

## Galerie

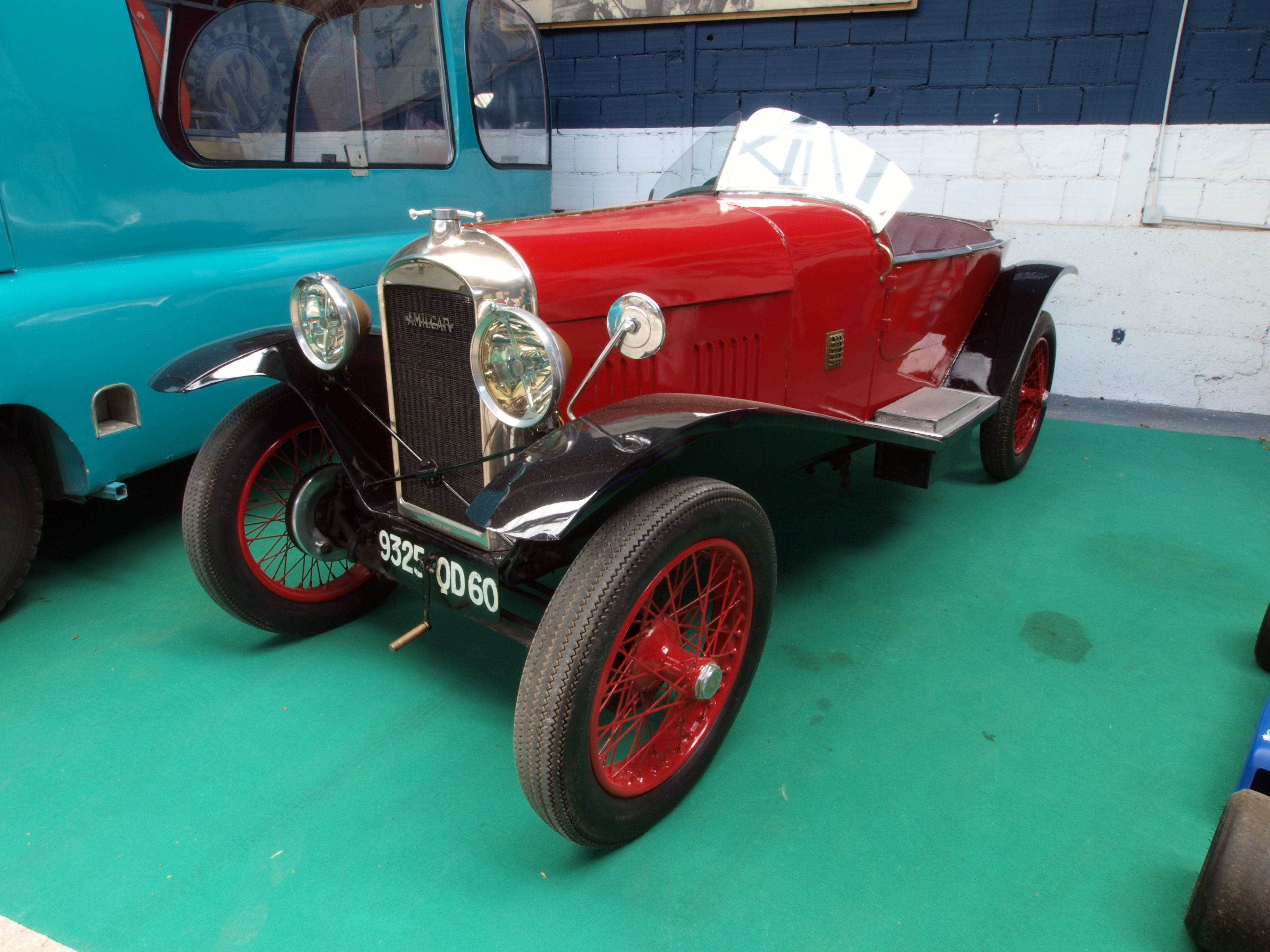
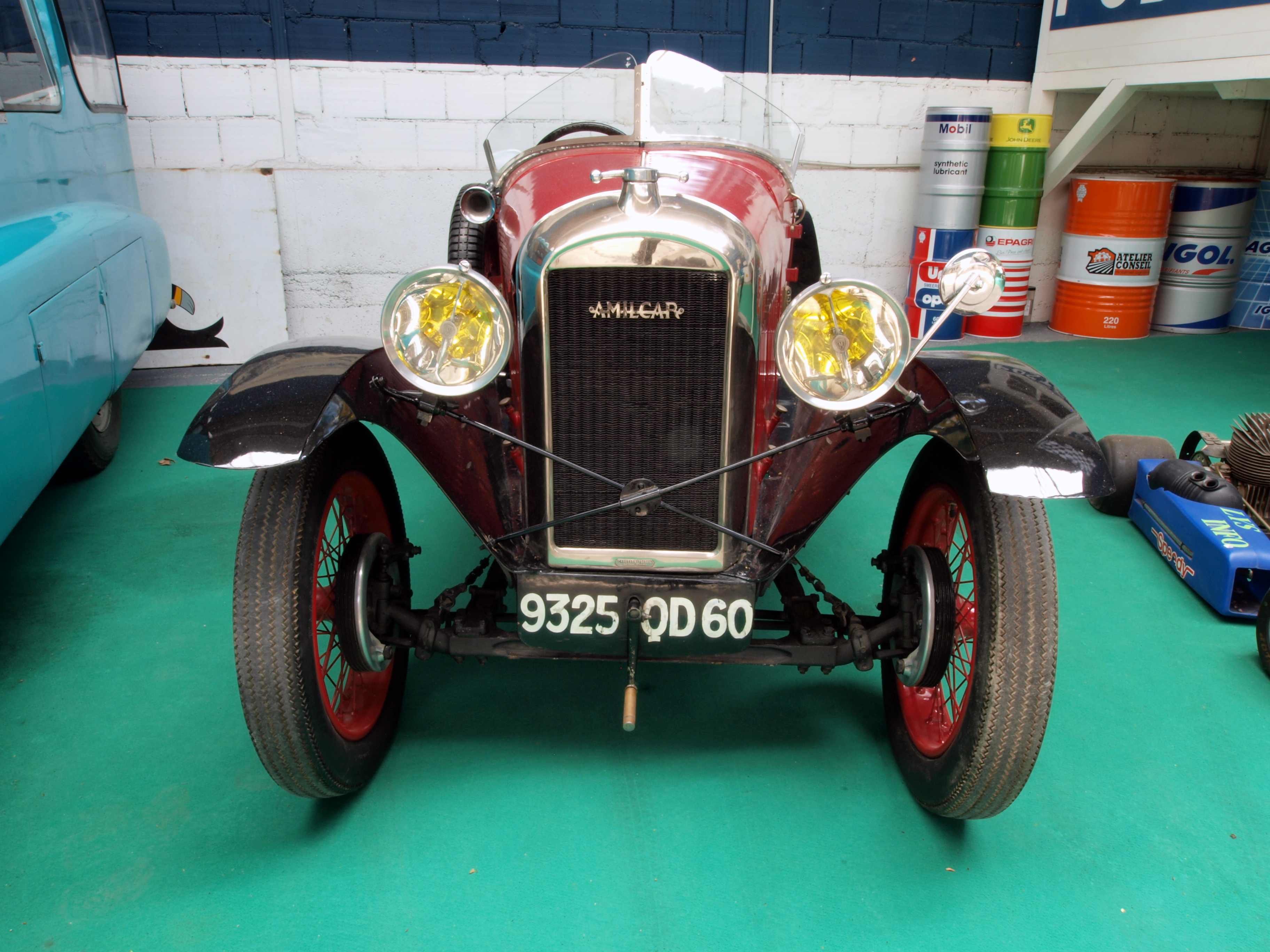
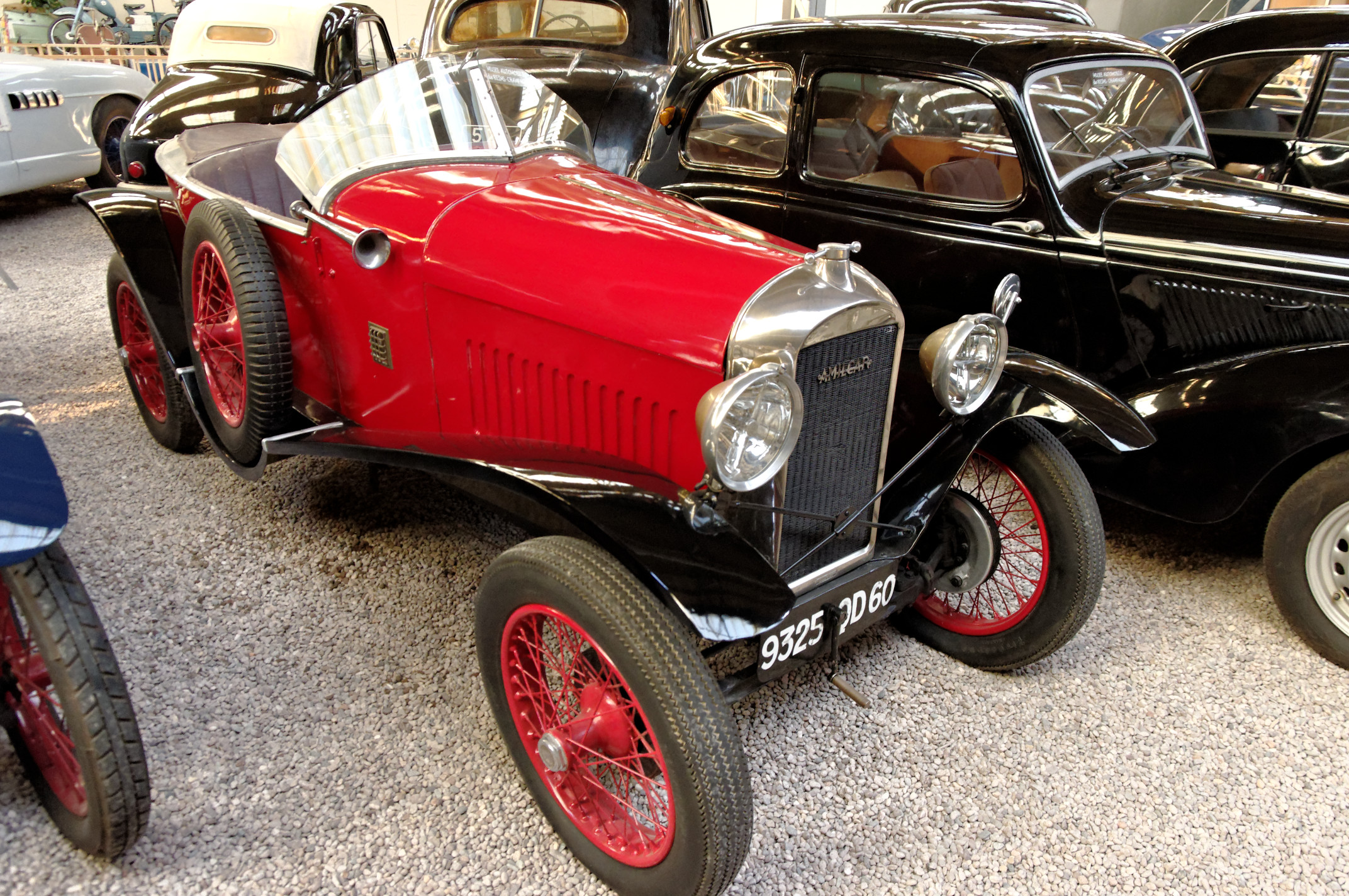
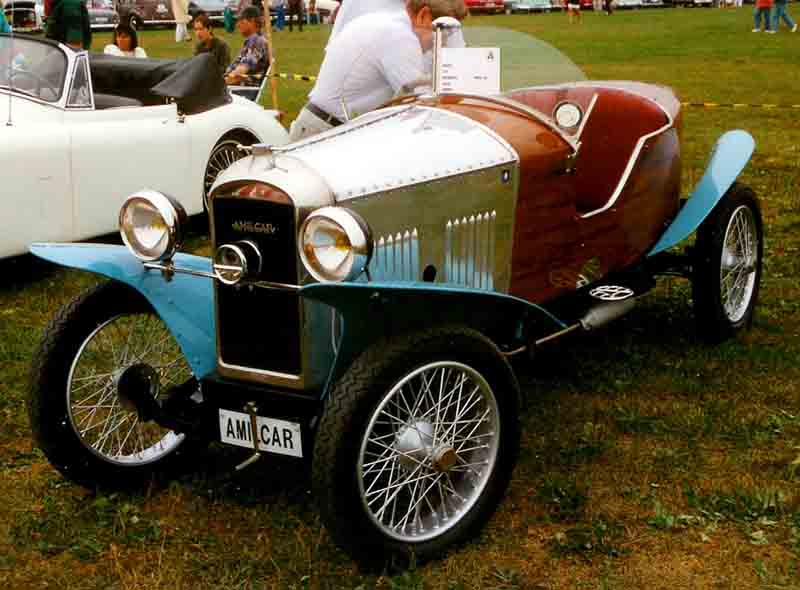
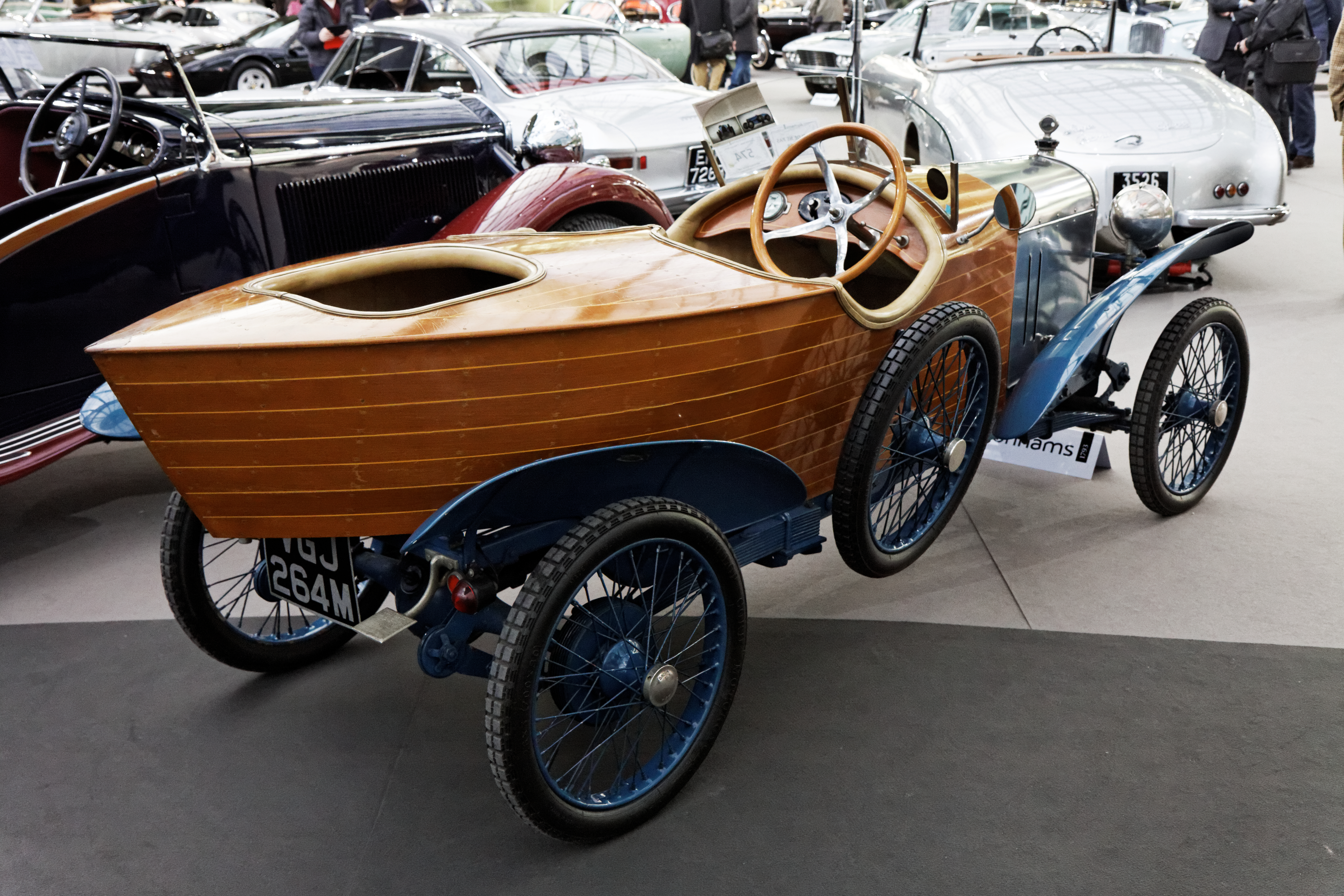
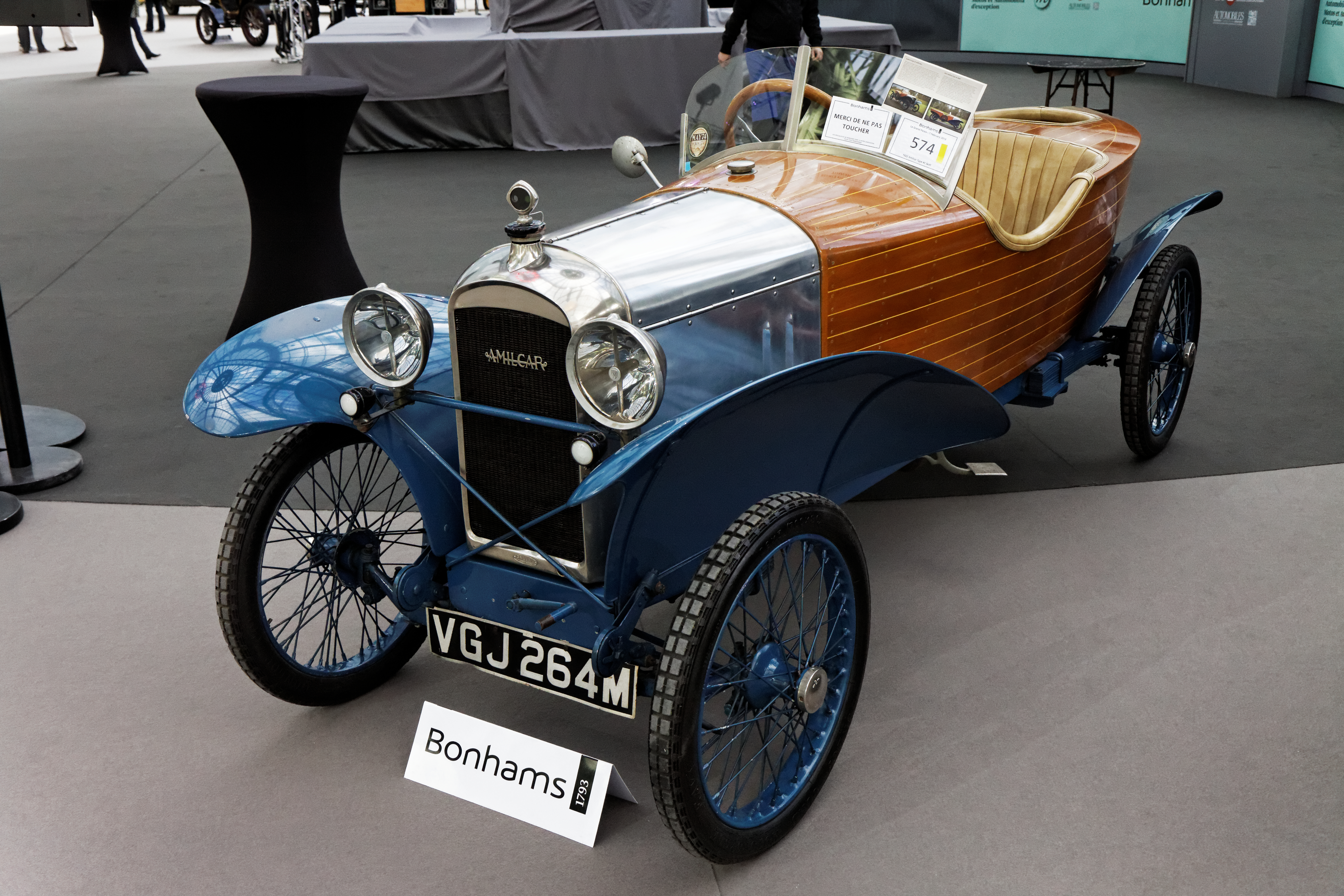
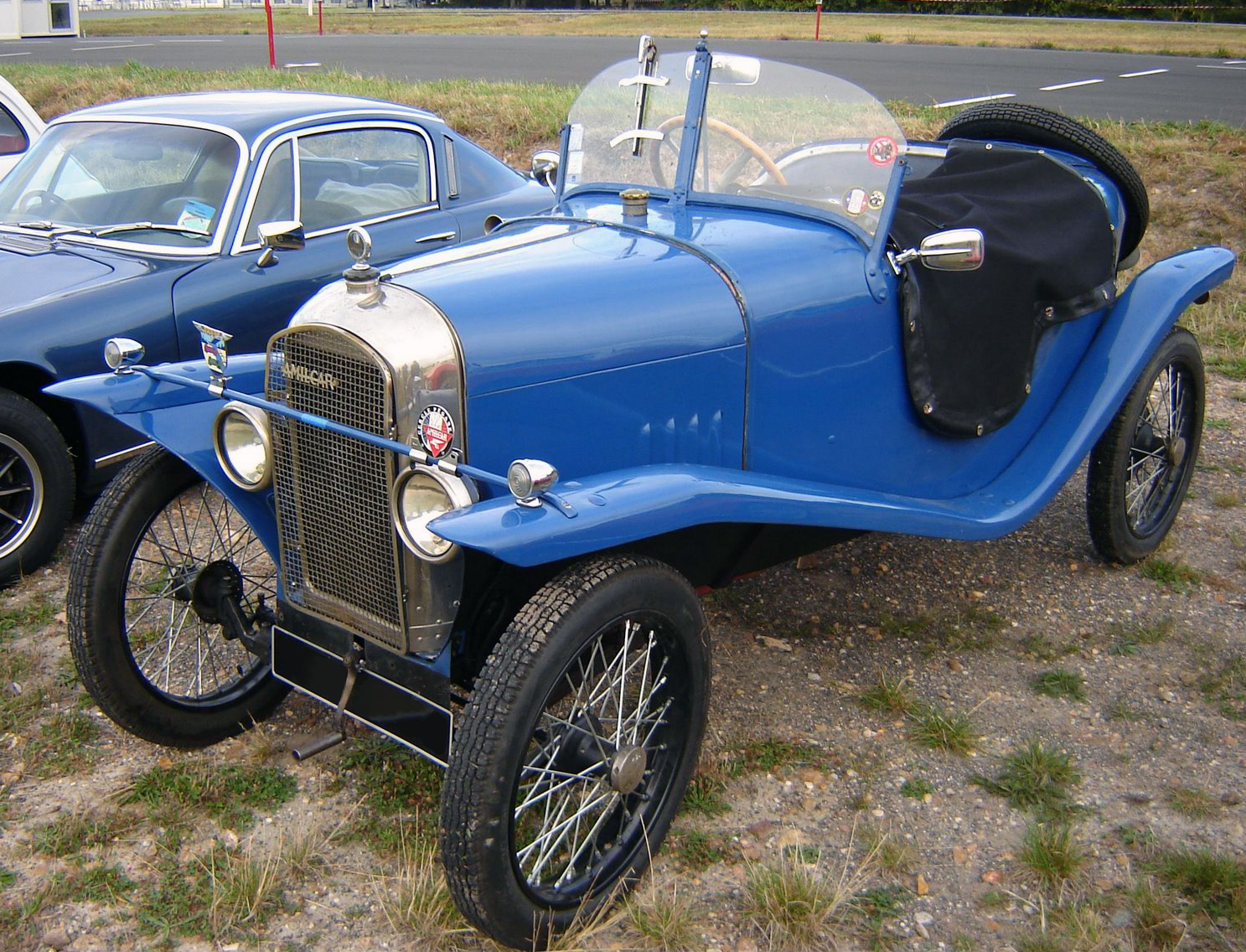
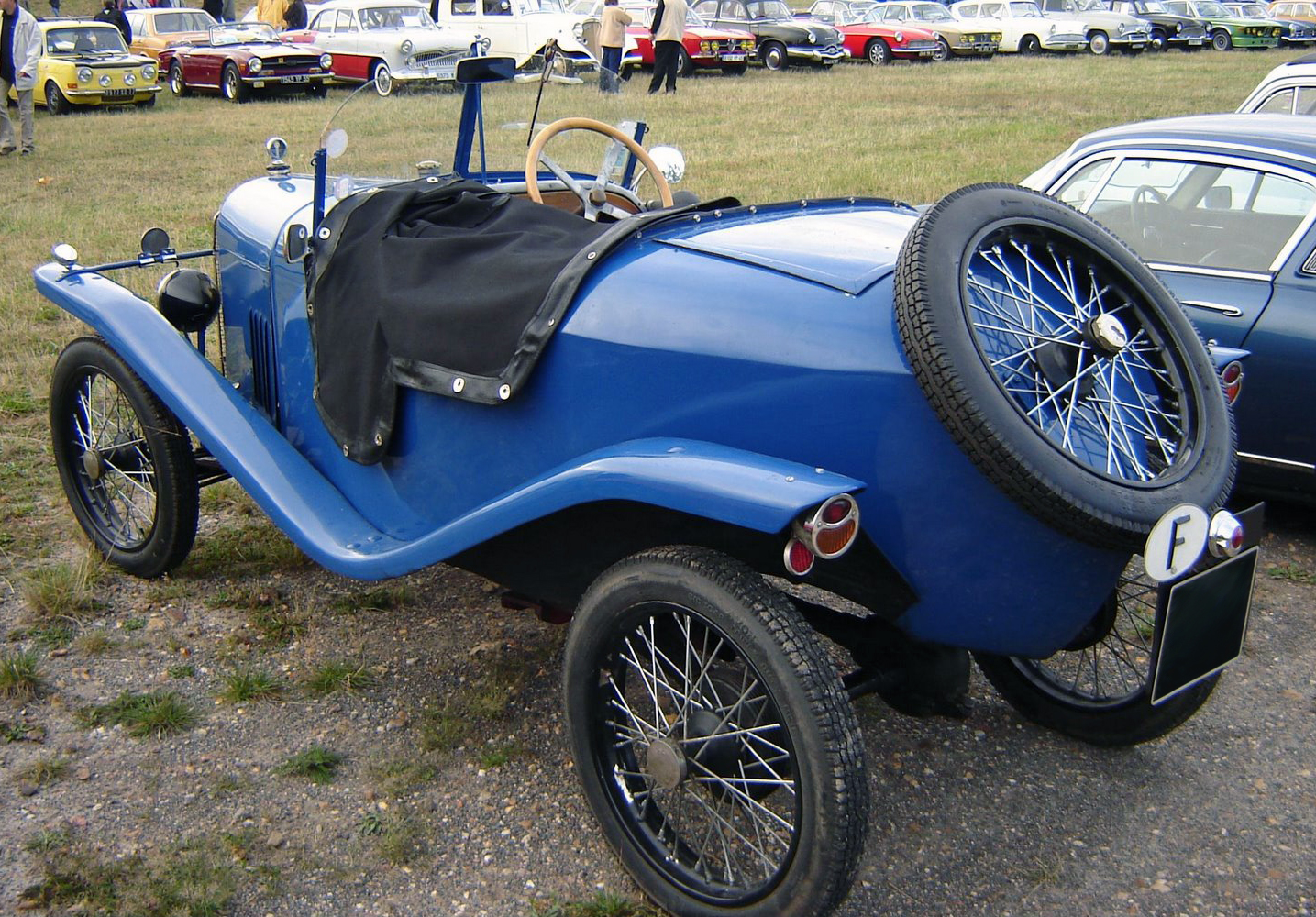
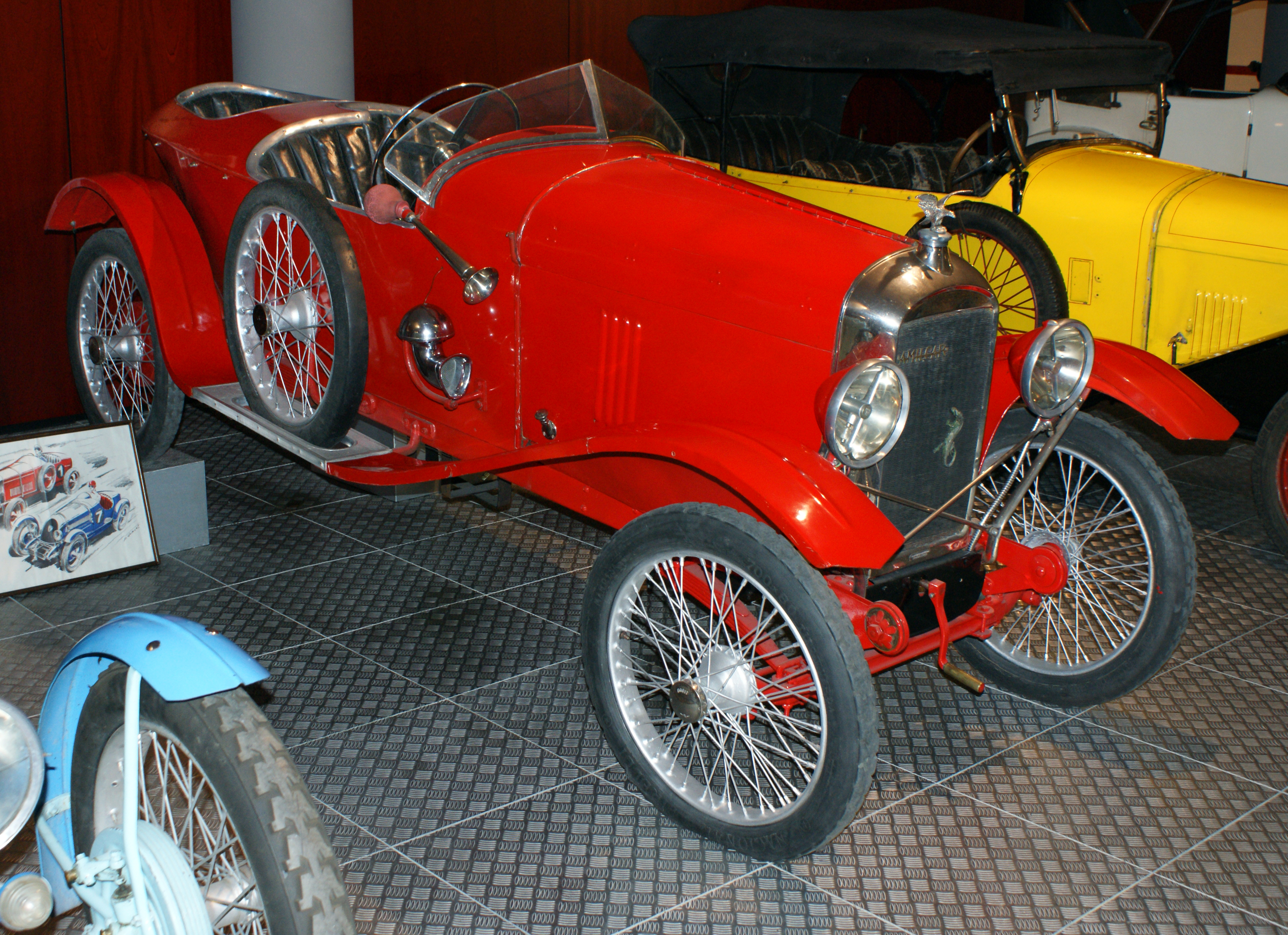